# Municipio de Lawton
El municipio de Lawton (en inglés: Lawton Township) es un municipio ubicado en el condado de Ramsey en el estado estadounidense de Dakota del Norte. En el año 2010 tenía una población de 28 habitantes y una densidad poblacional de 0,31 personas por km².

## Geografía
El municipio de Lawton se encuentra ubicado en las coordenadas 48°19′35″N 98°20′13″O / 48.32639, -98.33694. Según la Oficina del Censo de los Estados Unidos, el municipio tiene una superficie total de 91.41 km², de la cual 89,06 km² corresponden a tierra firme y (2,56 %) 2,34 km² es agua.

## Demografía
Según el censo de 2010, había 28 personas residiendo en el municipio de Lawton. La densidad de población era de 0,31 hab./km². De los 28 habitantes, el municipio de Lawton estaba compuesto por el 100 % blancos. Del total de la población el 0 % eran hispanos o latinos de cualquier raza.